# Domingos Luís da Costa
Domingos Luís da Costa, popularmente conhecido como Mingote Costa (São José,  — , ) foi um político brasileiro.
Filho de Domingos José da Costa Sobrinho e de Luísa Firmino da Costa.
Foi deputado à Assembleia Legislativa Provincial de Santa Catarina na 25ª legislatura (1884 — 1885) e 26ª legislatura (1886 — 1887).